# Brookhattan
El Brookhattan es un equipo de fútbol de los Estados Unidos que jugó en la American Soccer League.

## Historia
Fue fundado en el año 1933 en la ciudad de Nueva York luego de la gran depresión y en ese mismo año es campeón de la American Soccer League. Sus mejor época ha sido los años 1940 en la que ganó la Copa Lewis en 1942 y el Triplete en 1945 cuando ganó la American Soccer League y dos torneos de copa.
En 1948 el anterior dueño del New York Galicia, Eugene Diaz, adquiere al equipo, año en el que llega a la final de la National Challenge Cup que pierde ante el St. Louis Simpkins-Ford. En 1954 es finalista de la American Soccer League.
Luego pasaron por varios cambios de nombre como New York Galicia en los años 1950, Galicia SC en 1961 y al año siguiente se fusionan con el equipo aficionado Honduras SC para formar al Galicia-Honduras hasta que desaparece en 1962 tras quedar en penúltimo lugar de la liga.
En 2013 el club es refundado como equipo aficionado con su nombre original.

## Palmarés
- American Soccer League: 2

1933, 1945
- National Challenge Cup: 1

1945
- Copa Lewis: 2

1942, 1945